# Membranophone
Pour un article plus général, voir Instrument de percussion.
 (août 2024).
Si vous disposez d'ouvrages ou d'articles de référence ou si vous connaissez des sites web de qualité traitant du thème abordé ici, merci de compléter l'article en donnant les références utiles à sa vérifiabilité et en les liant à la section « Notes et références ».

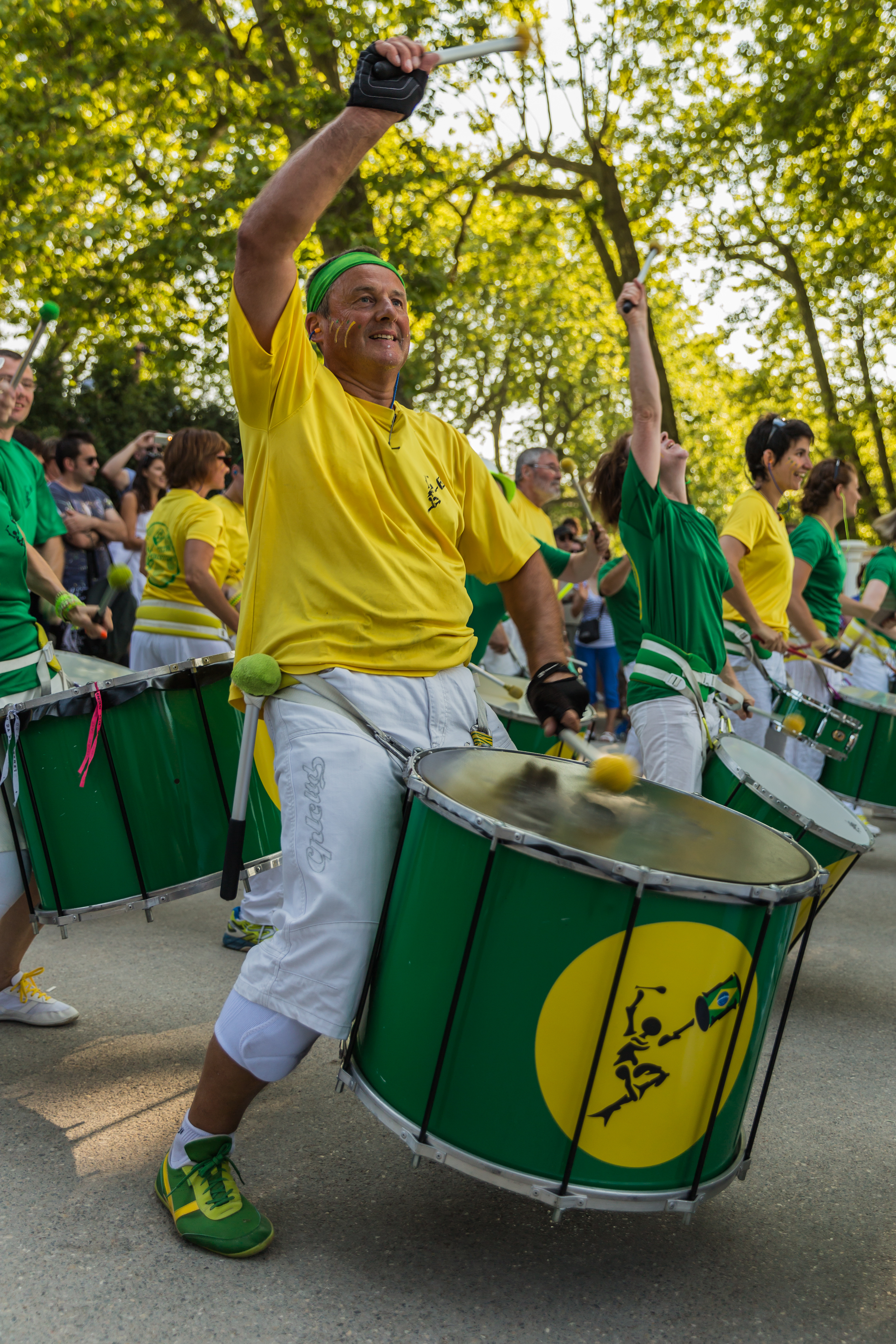
Groupe Tribal Percussions défilant à Annecy en jouant de la percussion brésilienne : la batucada.

Un membranophone est un instrument de percussion dont les sons sont produits par la vibration d'une membrane tendue sur un cadre.

## Description
La membrane peut être frappée par une main comme sur un djembé, par un instrument (baguettes, balais, etc.), comme sur la caisse claire ou le tambour. Elle peut aussi entrer en vibration par le frottement d'une tige solidaire de la peau tendue sur un fût résonnant, comme les tambours à friction dont la cuíca. 